# Jean-Baptiste Doumecq
Jean-Baptiste Doumecq, né le 16 février 1940 à Gurmençon, est un joueur français de rugby à XV  évoluant au poste de deuxième ligne (1,80 m pour 100 kg).

## Biographie
Il a été vainqueur du championnat de France de rugby à XV 1963-1964 avec la Section paloise.

## Carrière de joueur

### En club
- FC Oloron
- Section paloise

## Palmarès
Avec la Section paloise
- Championnat de France de première division :
  - Champion (1) : 1964
- Challenge Yves du Manoir :
  - Finaliste (1) : 1964